# Gloucestershire
Pour les articles homonymes, voir Comté de Gloucester et Gloucester (homonymie).
Le Gloucestershire /ˈglɒstəʃə(ɹ)/ est un comté situé dans le sud-ouest de l'Angleterre. Le comté comprend une partie des Cotswolds, une partie de la vallée fertile du fleuve Severn et toute la forêt de Dean.

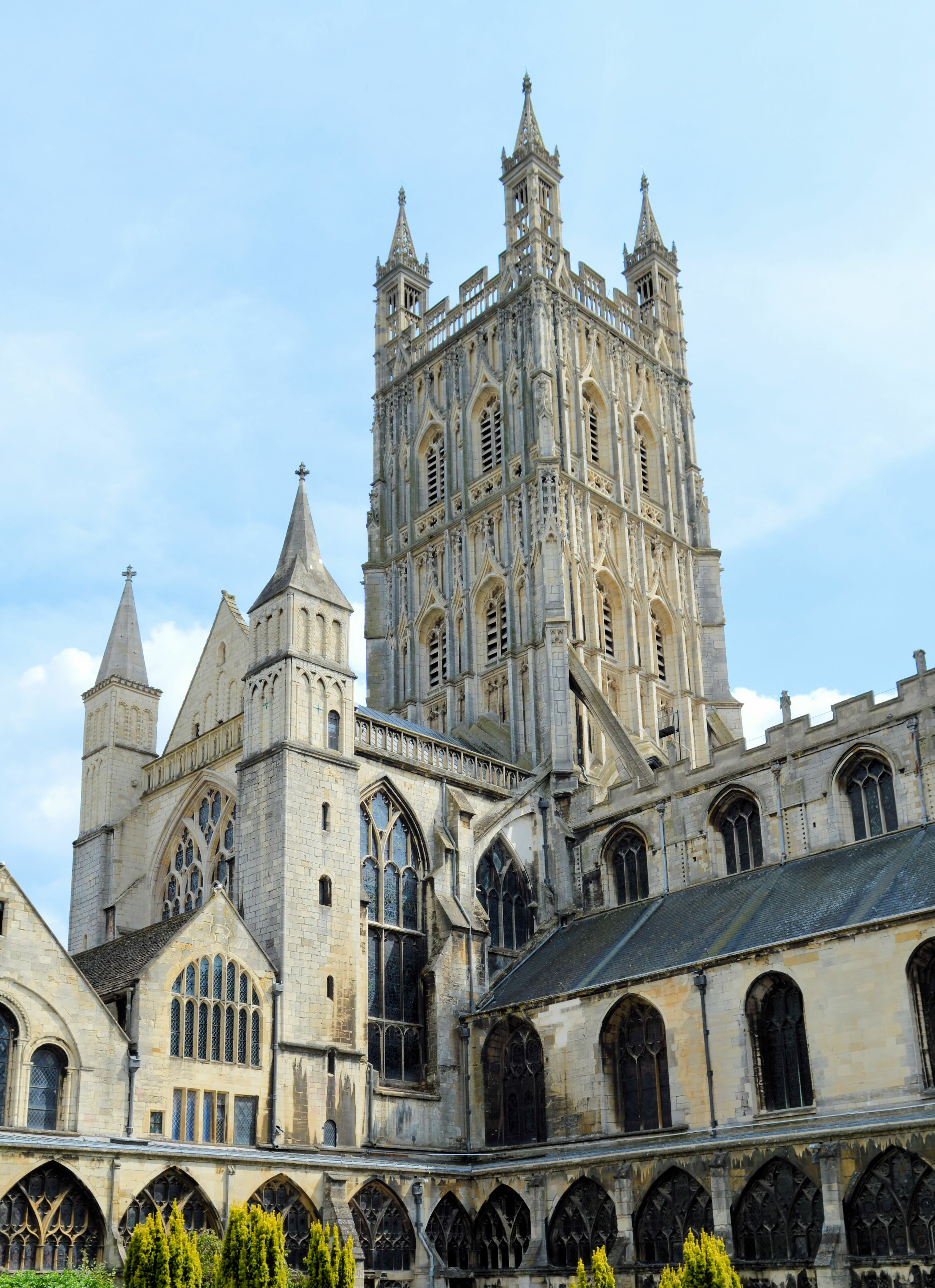
Cathédrale de Gloucester

La capitale en est Gloucester et les autres villes principales sont Cheltenham, Stroud, Cirencester et Tewkesbury. Les comtés voisins sont le Gwent au Pays de Galles et les comtés cérémoniels de Herefordshire, Oxfordshire, Worcestershire, Warwickshire et Wiltshire en Angleterre. L'abréviation postale officielle est « Glos. », et non « Gloucs. » ou « Glouc. », souvent utilisées mais erronées.
Le roi d'Angleterre Édouard II est mort dans le Gloucestershire le 21 septembre 1327.
Dans le passé, Bristol faisait partie du Gloucestershire, mais ce n'est plus le cas depuis 1373. La région du Gloucestershire du Sud devient partie du comté administratif d'Avon en 1974. Quand le comté d'Avon est aboli en 1996, son territoire devient autorité unitaire du South Gloucestershire, mais dans le comté cérémonial du Gloucestershire.
L'écrivain Bruce Chatwin a vécu dans le Gloucestershire avec sa femme Elizabeth, entre deux voyages, dans une ferme baptisée « Holwell Farm ».
- 1. Borough of Tewkesbury
2. Forest of Dean District
3. Gloucester
4. Cheltenham
5. Stroud District
6. Cotswold District
7. South Gloucestershire

1. Borough of Tewkesbury 2. Forest of Dean District 3. Gloucester 4. Cheltenham 5. Stroud District 6. Cotswold District 7. South Gloucestershire
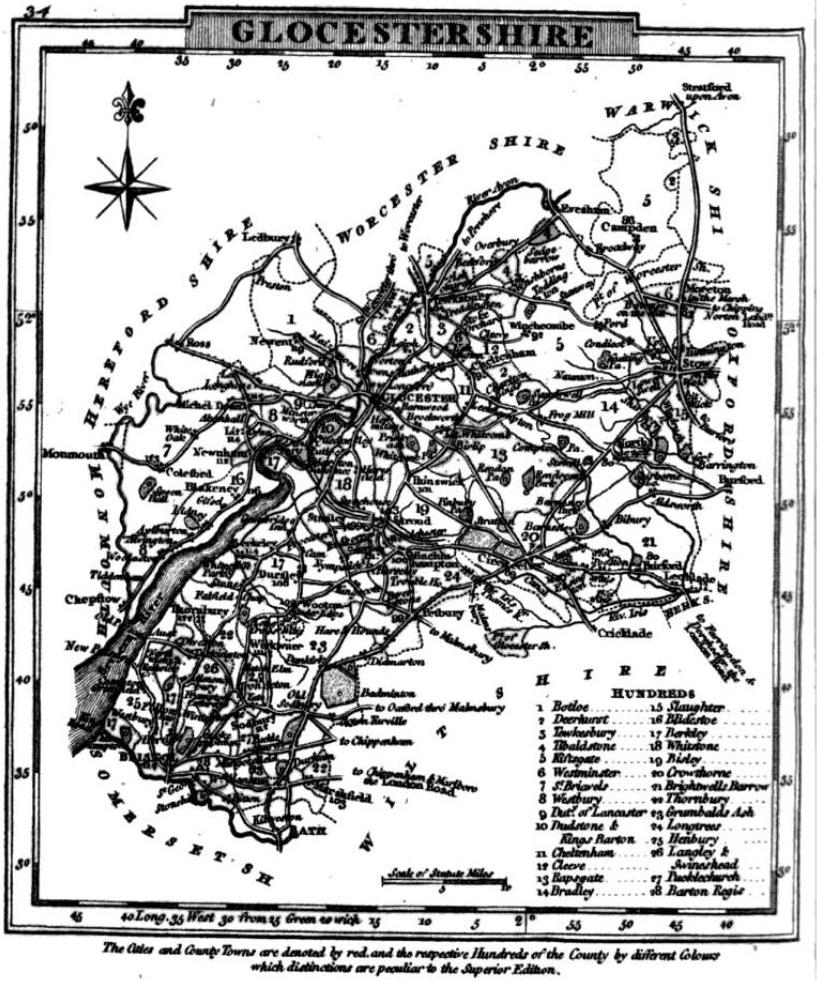
Gray's Book of Roads, Glocestershire, 1824

## Localités
- Northleach